# 2085
Cette page concerne l'année 2085  du calendrier grégorien.
L'année 2085 est une année commune qui commence un lundi.
C'est la 2085e année de notre ère, la 85e année du IIIe millénaire et du XXIe siècle et la 6e année de la décennie 2080-2089.

## Autres calendriers
- Calendrier hébraïque : 5845 / 5846
- Calendrier indien : 2006 / 2007
- Calendrier musulman : 1505 / 1506
- Calendrier persan : 1463 / 1464

## Événements prévisibles
- Ouverture et première lecture de la Lettre au très honorable lord-maire de Sydney rédigée en 1986 par la reine d'Australie Élisabeth II.